# Afrochthonius similis
Afrochthonius similis är en spindeldjursart som beskrevs av Beier 1930. Afrochthonius similis ingår i släktet Afrochthonius och familjen käkklokrypare. Inga underarter finns listade i Catalogue of Life.